# اگنیهالی
اگنیهالی (به انگلیسی: Agnihalli) یک منطقهٔ مسکونی در هند است که در کارناتاکا واقع شده‌است.